# Альфред Лагерхейм
Альфред Карл Герман Теодор Лагерхейм (швед. Carl Herman Theodor Alfred Lagerheim; 4 жовтня 1843 — 23 травня 1924 року) — шведський державний діяч і дипломат, міністр закордонних справ Швеції (1899—1904).

## Біографія
У 1861 році закінчив Уппсальський університет і вступив на дипломатичну службу.
У 1862 році він був призначений на посаду аташе посольства у Франції, в 1865 році — другим секретарем в міністерстві закордонних справ, в 1870 році — секретарем в посольстві в Росії, а в 1871 — главою політичного департаменту міністерства закордонних справ.
У 1876—1886 роках — секретар кабінету міністрів.
У 1886—1899 — посол в Німеччині.
З 1899 по 1904 рік обіймав посаду міністра закордонних справ Швеції, займав ліберальну позицію в зв'язку з рішенням Норвегії створити власні дипломатичні інститути і виключити з національного прапора атрибути шведської королівської влади, що призвело до конфлікту з прем'єр-міністром Еріком Густавом Бустрьомом і його відставки з поста глави МЗС.
У 1905—1913 роках — генеральний директор і голова Ради з торгівлі (коммерцколлегіі).
У 1905—1907 роках був членом міської ради Стокгольма.
З 1909 року до кінця життя очолював Стокгольмську школу економіки.
У нього склалися особливі приятельські відносини з королем, про що, зокрема, свідчить його листування з Оскаром II, опубліковане в 1970-х роках.

## Нагороди
Шведські:
- орден Серафимів (1900)[4]

- Золота ювілейна медаль короля Оскара II і королеви Софії (1907)[5]

- Великий хрест ордена Полярної зірки (1886)[4]

Іноземні:
- Великий хрест ордена Бертольда I Великого герцогства Баден (1899)[4]

- Великий хрест із золотим ланцюгом ордена Церінгенського лева Великого герцогства Баден (1896)[4]

- Великий хрест баварського ордена Святого Михайла (1899)[4]

- Лицар бельгійського ордена Леопольда I (1870)[4]

- Великий хрест датського ордена Данеброг (1873)[4]

- Великий хрест Мекленбург-Шверинського Ордена Грифона з вендської короною (1903)[4]

- Командор норвезького ордена Святого Олафа (1883)[4]

- орден «Османіє» 1-го ступеня (1900)[4]

- Великий хрест прусського ордена Червоного орла (1888)[4]

- Великий хрест португальського ордена Вежі й Меча (1904)[4]

- Великий хрест португальського ордена Непорочного зачаття Діви Марії Вілла-Вікозської (1886)[4]

- Російський орден Святого Станіслава 1-го ступеня (1876)[4]

- Великий хрест саксонського ордена Альбрехта (1875)[4]

- Великий хрест ордена Білого орла Великого герцогства Саксен-Веймар-Айзенах (1901)[4]

- Великий хрест іспанського ордена Карлоса III (1886)[4]

- Великий хрест вюртембергського ордена Фрідріха (1889)[4]

- Австро-угорський орден Залізної корони 1-го класу (1886)[4]
- орден Святої Анни I ступеня (1876)[4]
- орден Меджида (1882)[4]
- орден Вранішнього Сонця 2 класу (1883)[4]
- Великий Хрест ордену Почесного легіону (1905)[6]